# Тростянець (Могилів-Подільський район)
Тростяне́ць — село в Україні, у Ямпільській міській громаді Могилів-Подільського району Вінницької області. Населення становить 1545 осіб.

## Історія
7 (20) листопада 1917 року, відповідно до Третього Універсалу Української Центральної Ради, увійшло до складу Української Народної Республіки.
12 червня 2020 року, відповідно до Розпорядження Кабінету Міністрів України № 707-р «Про визначення адміністративних центрів та затвердження територій територіальних громад Вінницької області», увійшло до складу Ямпільської міської громади.
19 липня 2020 року, в результаті адміністративно-територіальної реформи та ліквідації Ямпільського району, село увійшло до складу новоутвореного Могилів-Подільського району.

## Населення
Згідно з переписом УРСР 1989 року чисельність наявного населення села становила 1818 осіб, з яких 837 чоловіків та 981 жінка.
За переписом населення України 2001 року в селі мешкала 1541 особа.

### Мова
Розподіл населення за рідною мовою за даними перепису 2001 року:
| Мова       | Відсоток |
| ---------- | -------- |
| українська | 98,19 %  |
| російська  | 1,17 %   |
| молдовська | 0,45 %   |
| білоруська | 0,13 %   |

## Відомі уродженці
- Антон Пилипович Ковальський (1905—1945) — Герой Радянського Союзу;
- Жарук Анатолій Федорович (1963) — український письменник.